# Kalaleh
Kalāleh (farsi كلاله) è il capoluogo dello shahrestān di Kalaleh, circoscrizione Centrale, nella provincia del Golestan.